# De laatste tempelier
De laatste tempelier is een Braziliaans-Franse stripreeks die begonnen is in juni 2009 met Miguel Lalor als schrijver en tekenaar.

## Albums
Alle albums zijn uitgegeven door Dargaud Benelux.
| Nummer | Titel                   | Schrijver      | Tekenaar     |
| ------ | ----------------------- | -------------- | ------------ |
| 1      | De decoder              | Miguel Lalor   | Miguel Lalor |
| 2      | De ridder van de crypte | Raymond Khoury | Miguel Lalor |
| 3      | De verzonken kerk       | Raymond Khoury | Miguel Lalor |
| 4      | De tempelvalk           | Raymond Khoury | Miguel Lalor |
| 5      | Het werk van de duivel  | Raymond Khoury | Bruno Rocco  |
| 6      | De eenarmige ridder     | Raymond Khoury | Bruno Rocco  |